# Fitonia

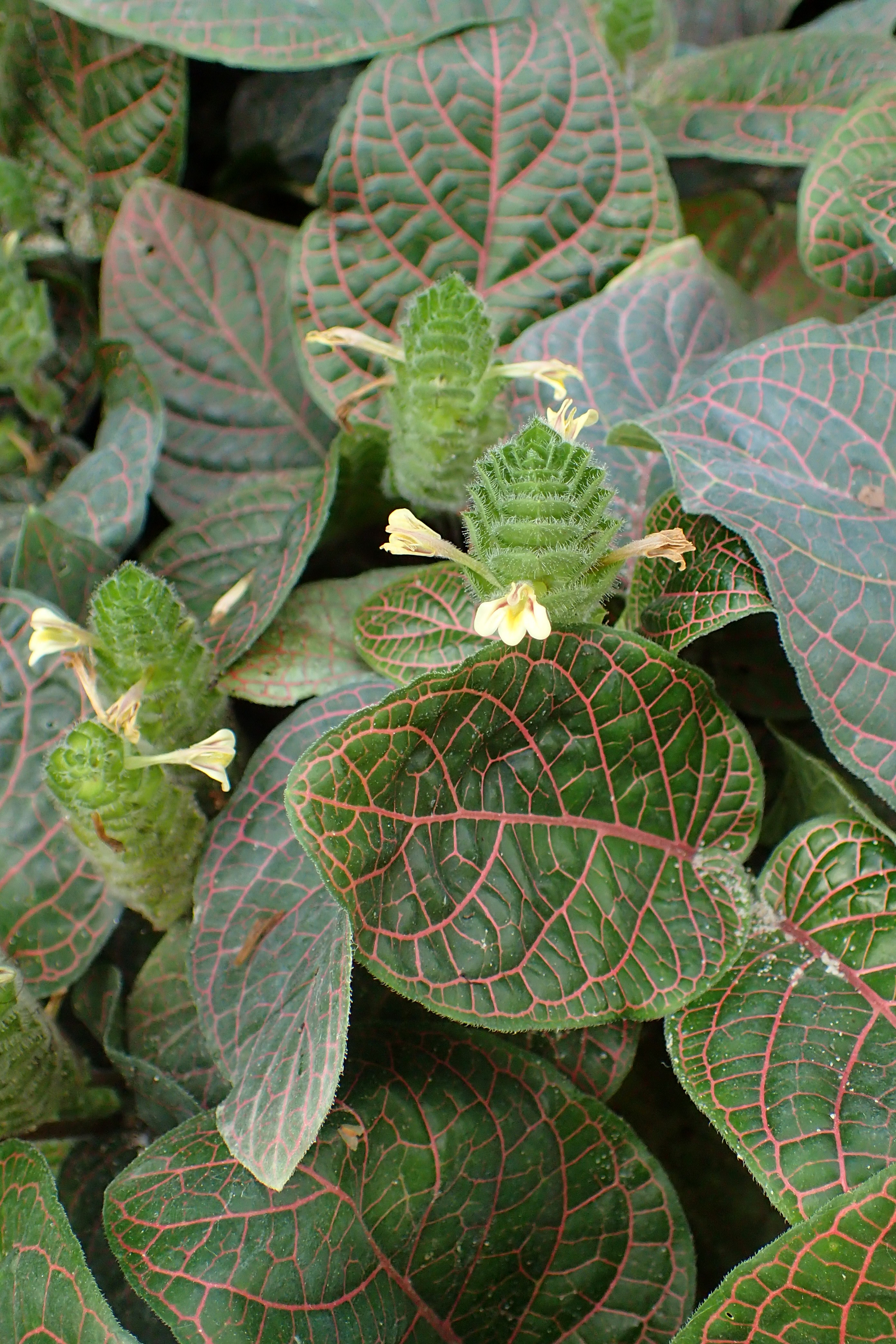
Fittonia gigantea

Fitonia (Fittonia) – rodzaj roślin kwiatowych z rodziny akantowatych. Obejmuje dwa gatunki. Rośliny te rosną w wilgotnych lasach równikowych w północno-zachodniej części Ameryki Południowej, głównie w Peru. 
Oba gatunki są uprawiane jako rośliny ozdobne, zwłaszcza fitonia białożyłkowa F. albivenis i jej odmiany o różnorodnie ubarwionych liściach. Liście tego gatunku były stosowane przez lud Machiguenga jako halucynogenna domieszka do kamarampi przed odkryciem przez nich Psychotria viridis.

## Systematyka
Wykaz gatunków
- Fittonia albivenis (Lindl. ex Veitch) Brummitt (syn. F. verschaffeltii (Lem.) Van Houtte) – fitonia białożyłkowa, f. Verschaffelta
- Fittonia gigantea Linden